# هيديكي سوراتشي
هيديكي سوراتشي (باليابانية: 空知 英秋) مواليد 25 مايو 1979 في هوكايدو، هو فنان مانغا ياباني. من أبرز أعماله جينتاما. بدأ اهتمامه بالمانغا منذ طفولته وبدأ الرسم بعد تخرجه للحصول على المال. كان كينتا شينوهارا مؤلف مانغا سكيت دانس مساعدا لهيديكي.

## روابط خارجية
- هيديكي سوراتشي على موقع IMDb (الإنجليزية)
- هيديكي سوراتشي على موقع ميوزك برينز (الإنجليزية)
- هيديكي سوراتشي على موقع قاعدة بيانات الفيلم (الإنجليزية)
- هيديكي سوراتشي على موقع ANN person (الإنجليزية)